# Watanabeïta
La watanabeïta és un mineral de la classe dels sulfurs. Anomenat així per Takeo Watanabe, professor de mineralogia de la Universitat de Tòquio i de la Universitat de Nagoya; també fou president de la Universitat d'Akita. La watanabeïta està relacionada químicament i estructuralment amb la tetraedrita/tennantita. Pot contenir certa quantitat de plom, tot i que aquesta varietat encara és dubtosa.

## Característiques
La watanabeïta és un sulfur de fórmula química Cu₄(As,Sb)₂S₅. Cristal·litza en el sistema ortoròmbic. La seva duresa a l'escala de Mohs és 4 a 4,5. La seva simetria és incerta i el grup espacial és desconegut.
Segons la classificació de Nickel-Strunz, la watanabeïta pertany a «02.GC - Poli-sulfarsenits» juntament amb els següents minerals: wal·lisita, sinnerita, hatchita, simonita, quadratita, manganoquadratita, smithita, trechmannita, aleksita, kochkarita, poubaïta, rucklidgeïta, babkinita, saddlebackita, tvalchrelidzeïta i mutnovskita.

## Formació i jaciments
En la seva localitat tipus es va trobar en vetes hidrotermals. S'ha descrit al Japó, Grècia i a l'Argentina.